# 德爾斯佩河
51°00′26″N 7°37′31″E / 51.0073418°N 7.6253276°E
德爾斯佩河（德語：Dörspe），是德國的河流，位於該國西部，流經北萊茵-威斯特法倫州，屬於阿格河的左支流，河道全長11.5公里，流域面積27.6平方公里。